# Ludwig III. (Liegnitz-Lüben)
Ludwig III. (auch Ludwig III. von Ohlau; * vor 1405; † 18. Juni 1441) war 1420 bis 1423 gemeinsam mit seinem älteren Bruder Wenzel III. Herzog von Ohlau und Nimptsch, das er anschließend allein regierte. Zudem war er 1431 bis 1441 Herzog von Lüben und Haynau.

## Herkunft und Familie
Ludwig III. entstammte dem Geschlecht der Schlesischen Piasten. Seine Eltern waren Herzog Heinrich IX. († 1417/20) und Anna († 1403), Tochter des Teschener Herzogs Przemislaus I.
1426 vermählte er sich mit Margarete († 1454/55), einer Tochter des Oppelner Herzogs Bolko IV. Der Ehe entstammten die Söhne
- Johann I. (1425–1453), Herzog von Lüben und Liegnitz; ⚭ 1445 Hedwig († 1471), Tochter des Liegnitzer Herzogs Ludwig II. und der Elisabeth von Brandenburg.
- Heinrich X. († 1452), Herzog von Liegnitz

## Leben
Nach dem Tod des Vaters 1419/20 erbte Ludwig III. gemeinsam mit dem mittleren Bruder Wenzel III. Ohlau und Nimptsch, während Lüben und Haynau dem ältesten Bruder Ruprecht II. zufielen. Im selben Jahr huldigte er seinem Landesherrn, dem böhmischen König Sigismund, den er auch im Kampf gegen die Hussiten unterstützte.
Nach dem Tod seines Bruders Wenzel III., der ohne Nachkommen verstarb, erbte Ludwig 1423 dessen Anteil, so dass er nun Ohlau und Nimptsch allein regierte. 1431 fielen ihm nach dem Tod des ältesten Bruders Ruprecht, der ebenfalls keine Nachkommen hinterließ, auch Lüben und Haynau zu, so dass der von ihrem Vater hinterlassene Besitz in seiner Hand vereint war. 1435 konnte er Haynau und Nimptsch von den Hussiten zurückerobern. Im selben Jahr trat er einem Landfriedensbund bei, der jedoch keinen Erfolg verzeichnen konnte.
Bereits 1420 schlossen die drei Brüder mit dem Liegnitzer Herzog Ludwig II., der ein Stiefbruder ihres Vaters war, einen Erbvertrag, den sie 1424 durch gegenseitige Eventualhuldigungen bekräftigten. Mit dem Vertrag sollte für diesen Familienzweig der gesamte Besitz gesichert werden. Da sie weder den Vertrag noch die Eventualhuldigungen von ihrem böhmischen Landesherrn bestätigen ließen, kam es nach Ludwigs II. Tod 1436, der ohne männliche Nachkommen starb, zu langwierigen Erbstreitigkeiten, durch die der bis 1469 andauernde Liegnitzer Lehnstreit ausgelöst wurde.